# حرة (جغرافيا)

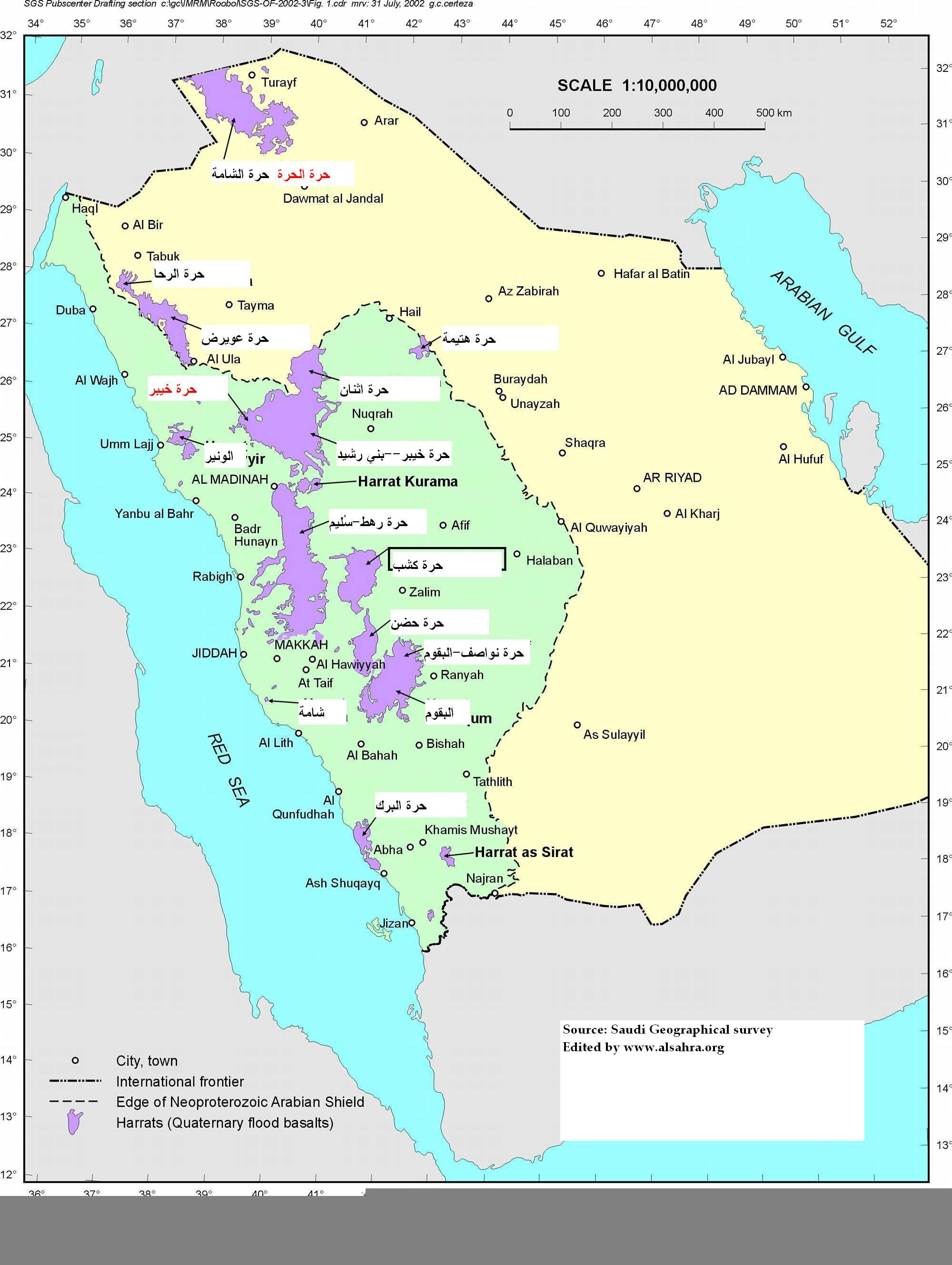
حرات الجزيرة العربية

الحَرَّة (بالإنجليزية: Lava field)‏ ظاهرة جغرافية يكتسي فيها سطح الأرض بالصخور النارية والطفح البركاني، كما يؤدي قرب الحمم من سطح الأرض إلى سخونتها، وقد يصاحبها وجود فوهات بركانية ظاهرة. تتكون هذه الظاهرة بسبب انسياب الحمم البركانية البازلتية ذات السيولة العالية، ويمكن لهذه الحمم البازلتية أن تنساب لمسافات طويلة تصل حتى عشرات أو مئات الأميال.
يمكن أن تمييز الحرات بسهولة في صور الأقمار الصناعية بسبب تميز لونها بشكل واضح مع باقية التضاريس المحيطة.

## الحرات في شبه الجزيرة العربية
توجد في شبه الجزيرة العربية حَرَّات عديد في شمالها الغربي والأوسط و كذلك في جنوبها، بعضها نشط، منها:
- حرة الشام، التي تمتد من جنوب سوريا عبر الأردن حتى شمال السعودية.
- حرة خيبر، قرب المدينة المنورة.
- حرة النار، بين حائل والمدينة المنورة.
- حرة الدخناء